# Pinang Kencana
Pinang Kencana is een bestuurslaag in het regentschap Tanjung Pinang van de provincie Riau-archipel, Indonesië. Pinang Kencana telt 19.901 inwoners (volkstelling 2010).